# Флейшер, Леон
Леон Флейшер (англ. Leon Fleisher; 23 июля 1928, Сан-Франциско, Калифорния — 2 августа 2020, Балтимор, Мэриленд) — американский пианист и дирижёр, музыкальный педагог.
Концертировал с 8 лет, в 16 лет выступил в качестве солиста с Нью-Йоркским филармоническим оркестром.
В основе быстрого успеха Флейшера лежала отличная школа, полученная в результате занятий с видными американскими педагогами Шуром, Леонардом, Йохансеном, Л. Алтманом и, наконец, с Артуром Шнабелем, в доме которого на озере Комо(Швейцария) десятилетний мальчик провел около года, а потом занимался с ним и в Штатах. Влияние сильной индивидуальности Шнабеля сказывалось затем долгие годы и приводило даже к некоторому копированию стиля мастера. Лишь к 30 годам Флейшер сложился как вполне самостоятельный артист.
В 1952 году Флейшер стал первым лауреатом Конкурса имени королевы Елизаветы среди пианистов. Однако дальнейшему расцвету его концертной карьеры помешала торсионная дистония, из-за которой он практически потерял возможность пользоваться правой рукой. Поэтому в дальнейшем, не оставляя полностью концертной деятельности, Флейшер много преподавал в Консерватории Пибоди и Кёртисовском институте, в 1986—1997 годах был художественным руководителем Тэнглвудского музыкального центра. 
Он также пробовал себя как дирижёр, некоторое время был главным дирижёром симфонического оркестра Аннаполиса, работал с Балтиморским симфоническим оркестром. В репертуаре Флейшера-пианиста оставались сочинения разных композиторов для левой руки, в том числе специально написанный для него и его коллеги Гэри Граффмана (страдавшего тем же заболеванием) концерт для двух фортепиано с оркестром Уильяма Болкома, в котором обе фортепьянные партии предназначены для исполнения одной рукой. 
В 1990 годах благодаря новейшим достижениям медицины правая рука Флейшера была вылечена инъекциями ботокса, и в 2004 году была опубликована первая после 40-летнего перерыва запись игры Флейшера в две руки.